# Geocapromys thoracatus
Geocapromys thoracatus é uma espécie de roedor da família Capromyidae. Era endêmica da ilha Little Swan (Mar do Caribe), foi extinta em 1955.